# Hrvatsko pjevačko društvo Zvonimir
Hrvatsko pjevačko društvo Zvonimir, poslije nazvano Splitsko muzičko društvo Zvonimir, osnovano je u prostorijama kulturno-prosvjetnog društva
Slavjanskog napretka u Splitu 15. svibnja 1884. godine
Osnivači su bili: prof. Dražoević Jelić, prof. Spasoje Albanesi, trgovac Stipan Bartulica, Ivan Kukoč, Josip pl. Cindro i dr. Vjekoslav Karaman. 
1908.g. sjedište društva se seli u Hrvatski dom u Splitu. 
Društvo je djelovalo je do 1941.g.
Isprva je to bio muški pa ženski, a na kraju mješoviti pjevački zbor. 
Prvi koncert imalo je već 5 srpnja1884. u dominikanskoj crkvi na proslavi blagdana sv. Ćirila i Metoda. Zborom je do 1886. godine ravnao mladi slovenski skladatelj Jakov Tenec. 
U sklopu HPD Zvonimir otvorena je 1889. godine glazbena škola, koja je u pojedinim godinama djelovala kao pravi konzervatorij (u šk. godine 1896./97. u nju je bilo upisano 189 učenika). Nastavničko osoblje dičilo se vrsnim skladateljima i pedagozima. Od 1897. godine glasovir i harmoniju u splitskoj glazbenoj školi Muzikalnog društva »Zvonimir« je učio i Josip Hatze, a kasnije je u njoj bio i profesor. Također je u sklopu HPD Zvonimir formiran tamburaški orkestar. 
Gostovali su u bližoj i daljoj okolici te podigli estetski život grada na višu razinu, postavši središnjom ustanovom glazbenog života s priredbama, koncertima, opernim i operetnim izvedbama, društvenim plesovima te glazbenom školom, a jedno vrijeme je HPD Zvonimir djelovao kao stalni zbor splitske prvostolnice. 
Godine 1910. godine društvo je organiziralo glazbeni natječaj na kojemu su sudjelovali priznati hrvatski skladatelji Ivan Zajc, Srećko Albini i Alberto Visetti.
Odmah po završetku Prvoga svjetskog rata inicijativu glazbene poduke u gradu preuzelo 
je Splitsko muzikalno društvo Zvonimir, čija je uprava već u rujnu 1918. najavila početak rada društvene glazbene škole s podukom iz glazbene teorije, kompozicije, pjevanja, violine, glasovira te ostalih instrumenata za orkestar i glazbu. Zalaganje ovoga društva 
za glazbeni odgoj širih slojeva puka kao i za opći glazbeni preporod Splita i okolice, 
kulminiralo je u razdoblju od 1921., kada je započela s radom Zvonimirova glazbena škola smještena u dvorištu zgrade na splitskom Dosudu, pa do otprilike 1927. Kako je i najavljivano, u školi se doista vršila poduka iz drvenih i limenih puhačkih instrumenta, violine, viole, violončela, kontrabasa, glasovira, pjevanja, dirigiranja, kompozicije i instrumentacije, a nastavnički kadar činili su istaknuti reproduktivni umjetnici poput 
mezzosopranistice Cvijete Cindro, flautista Josipa Dadića, violinista Egidija Nonveillera 
i dr. 1927.g. se iz okrilja Zvonimirove glazbene škole se odvojila Gradska glazbena škola

## Dirigenti
Od 1884. do 1886. stalni dirigent zbora bio je Jakov Tenec. Franjo Ferafin Vihar je osnovao ženski zbor. Početkom ožujka 1889. Pjevačko društvo Zvonimir reorganizira se u Splitsko muzikalno društvo Zvonimir, a vodstvo preuzima mladi dirigent Nikola Faller iz Zagreba. Od 1890. dirigent je Vjekoslav Rozenberg Ružić, ugledni zagrebački violinist, pijanist i skladatelj, 
Nakon njega smjenjuju se Jure (Jan) Janàk, Lorenzo Perigozzo, Vilim Seifert, Blagoje Bersa, te od 1905. do 1914. Josip Hatze. Slijede Ćiril Metod Hrazdira, Ivo Parać te od 1935. do 1938. godine Boris Papandopulo. Svi su oni bili vrsni stručnjaci, pedagozi i skladatelji, koji se unaprijeđivali ne samo rad tog društva i glazbene škole, nego i cjelokupan splitski glazbeni život, budući da su istovremeno djelovali i kao kapelnici i/ili orguljaši splitske prvostolnice, kapelnici Narodne glazbe, profesori u splitskom gimnazijama i školama, a neki su (kao npr. Papandopulo) bili i kritičari.
Josip Hatze zbor vodi od 1905. do 1914. Muzikalno društvo Zvonimir i biva hvaljen već prvim nastupom s njim 1906. godine. Uz dirigiranje društvenim orkestrom i zborom i organiziranje koncerata sa zahtjevnim programima (prva splitska izvedba Beethovenove I. simfonije) predavao je i u Zvonimirovoj glazbenoj školi. 
Iz redova Zvonimira proizišao je najveći predstavnik hrvatske nacionalne glazbe Jakov Gotovac koji je u Zboru započeo kao tamburaš, violončelist i timpanist. Dana 20. siječnja 1918. zbor Zvonimir izveo je njegovu prvu pravu skladbu "Aj, moj Mijo". Zborom je ravnao Ćiril Metod Hrazdira. 
Također su iz HPD Zvonimir 1919. godine kao rezultat nesloge proistekla splitska pjevačka društva Gusar i Tomislav, koja su zahvaljujući tome brzo stala na noge. Glazbenim pjevačkim društvom Gusar od nastanka 1919. pa do kraja postojanja, punih 10 godina ravnao je maestro Josip Hatze. Hrvatsko pjevačko društvo Tomislav osnovano je 1935. godine.

## Koncerti
- 5. srpnja 1884. godine održali su prvi koncert u dominikanskoj crkvi na proslavi blagdana sv. Ćirila i Metoda
- 1889. godine preuzeli su pjevanje u procesiji Sv. Duje
- 1912. godine na vrhuncu uspona u djelovanju Zvonimir je s Hatzeom na čelu bio pokretač veličanstvenog koncerta, velike zborske svečanosti u Kazalištu, na kojoj su uz splitsko društvo nastupili zborni i instrumentalni ansambli Petar Zoranić i Brankovo kolo iz Zadra te vojnički orkestar pješačke pukovnije Lacy br. 22 iz Mostara
- 1915. godine održano se svečani koncert u čast 85. rođendana cara na kojemu su ujedinjenim snagama sudjelovala sva narodnjačka (hrvatska) društva, dramski diletanti Kazališnog društva te splitski glazbeni amateri sa solističkim točkama
- 1916. – 1918. koncerti Zvonimira, Quartett cluba, dobrotvorni koncerti za pomoć žrtvama ratnih stradanja te vokalne solističke večeri.
- siječanj 1918.g. praizvedba Gotovčeve Aj moj Mijo iz Opusa 1 (Dva scherza)
- 1922.g. praizvedba operete Pierrot Ilo Ive Tijardovića, solisti i zbor društva Zvonimir s orkestrom Splitske filharmonije pod vodstvom Ćirila Metoda Hrazdire[3]
- U sezonama 1925./26. i 1926./27. u stalnom angažmanu splitskog kazališta su bili samo orkestar i muški zbor, a operetni dio repertoara u vlastitoj režiji pripremaju društva Zvonimir i Guslar[3]
- 1929. godine su koncert u Splitu održali Bečki dječaci Wiener Sängerknaben